# St-Pierre-aux-Liens (Bellefontaine)

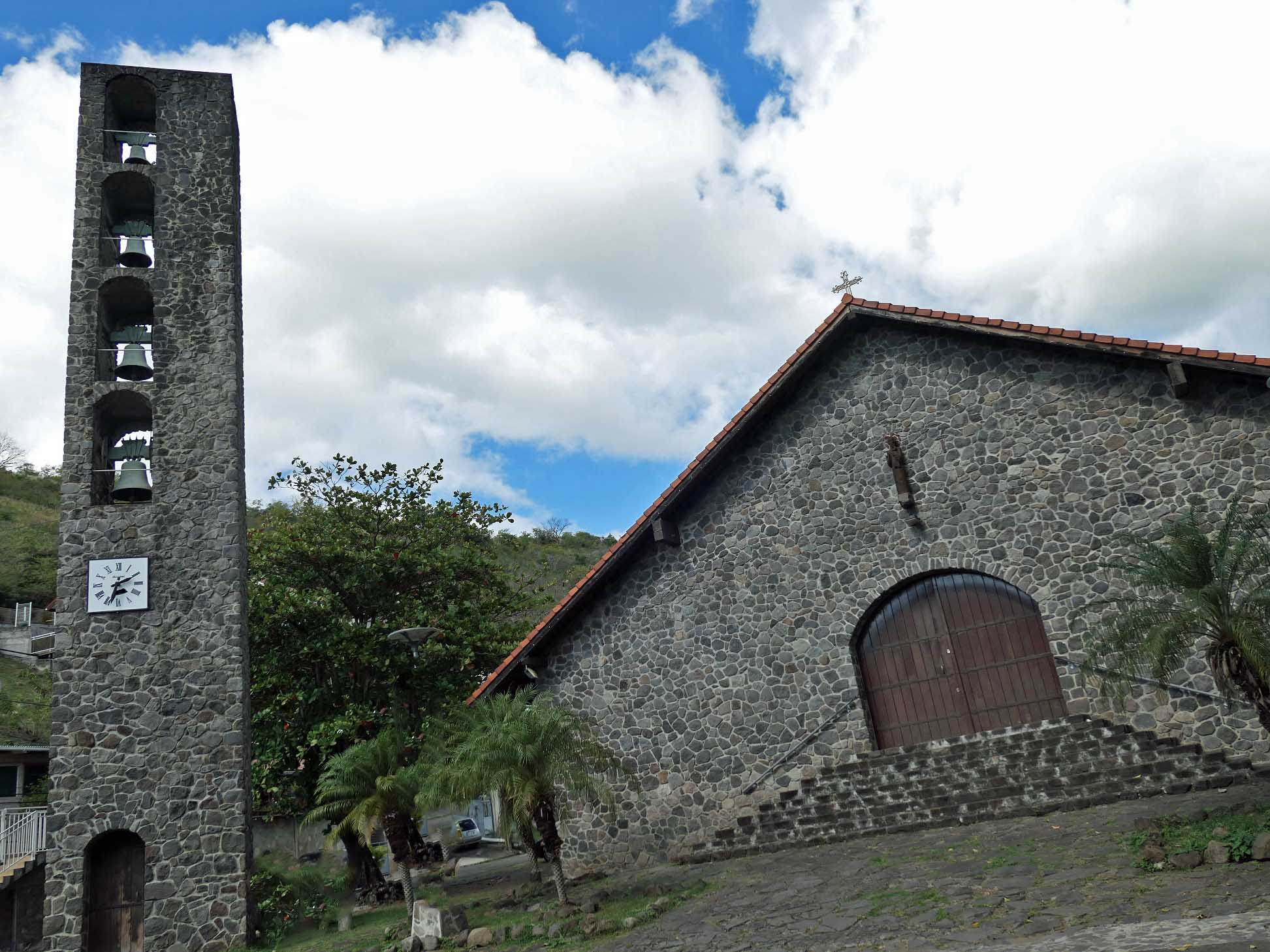
Kirche Saint-Pierre-aux-Liens mit Glockenturm

Die römisch-katholische Pfarrkirche Saint-Pierre-aux-Liens ist ein Kirchengebäude in der Gemeinde Bellefontaine in Martinique.

## Architektur
Die Pfarrkirche von Bellefontaine ist ein längliches Gebäude mit einem einzigen Kirchenschiff und einem tonnenförmigen Gewölbe im Innenraum. Die Nord- und Südwand sind durch Strebepfeiler verstärkt, wodurch besondere Stabilität und Festigkeit gewährleistet wird. Das Satteldach mit einem kleinen Metallkreuz auf der vorderen Spitze ist traditionell mit Schindeln bedeckt. Der Dachstuhl gleicht in der Form einem umgedrehten Schiffsrumpf. Die Kirche ist aus lokalem Andesit gebaut und erinnert durch ihre sichtbare Holzkonstruktion an die alten Kapellen des 17. und 18. Jahrhunderts.
Zur aus Terrakotta gefertigten liturgischen Ausstattung gehören das Taufbecken, Beichtstühle, der Altar und Sitze für die Geistlichen. An der Rückseite der Hauptfassade sind sechs schmiedeeiserne Skulpturen des Künstlers René Corail (auch bekannt als Khoko oder Coco) angebracht, die Szenen aus dem Leben von Jesus Christus darstellen.
Neben dem Eingang auf dem Vorplatz befindet sich ein freistehender rechteckiger Glockenturm mit vier übereinander angeordneten Glocken, der von mexikanischen Glockentürmen inspiriert wurde. Die Glocken tragen die Namen Éliane, Marie, Virginie und Louise und wurden bereits 1959 geweiht.

## Geschichte
Die Grundsteinlegung der Kirche war im Jahr 1962. Sie wurde von den Gemeindemitgliedern unter der Leitung des ehemaligen Sträflings Pierre Alaric und auf Initiative von Pater Aubillard errichtet und ersetzte die alte Kirche, die sich unweit des Rathauses befand.

## Status und Schutz
Das Gebäude wird nicht als historisches Denkmal (Monument historique) angesehen, wurde aber 2003 dennoch ins Generalinventar des Kulturerbes (Inventaire général du patrimoine culturel) aufgenommen und gilt somit als schützenswertes Kulturgut. Es befindet sich im Besitz der Gemeinde.
Am 15. Dezember 2015 wurde die Kirche als „Kulturerbe des 20. Jahrhunderts“ (Patrimoine du XXe siècle) ausgezeichnet.